# Impalamento (heráldica)

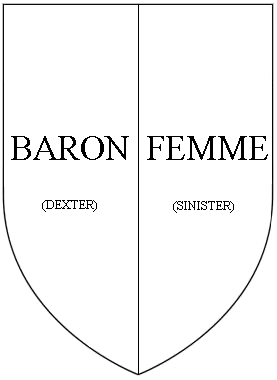
Impalamento em heráldica: no lado direito do escudo, a posição de grande honra, são colocadas as armas do marido (baron), com as armas paternas da esposa (femme) na esquerda

Em heráldica, impalamento é uma forma de combinação heráldica (marshalling) de dois brasões de armas lado a lado em um escudo heráldico dividido para denotar uma união, mais frequente a de um marido e uma esposa (e em certos casos, casais de mesmo sexo), mas também para uniões de natureza eclesiástica, acadêmica/cívica e mística. Um escudo impalado é bissectado "em pala", que é por uma linha vertical.

## Conjugal
As armas do marido são mostradas na metade direita (na mão direita de alguém em pé atrás do escudo, a esquerda do observador), sendo o local de honra, com as armas paternas da esposa na metade esquerda. Para este propósito específico, as duas metades do escudo impaladas são chamadas baron e femme, do antigo uso normando-francês.
Impalamento não é usado quando a esposa é uma herdeira heráldica, que é dizer quando ela não tem irmãos para continuar portando as armas de seu pai, neste caso, suas armas paternas são mostradas em um escudete no centro das armas de seu marido, denotando que o marido é um pretendente às armas paternas de sua esposa, e que eles devolverão ao seu(s) herdeiro(s) como quartéis. Quando um marido casou mais de uma vez, a metade esquerda da femme é dividido por faixa, que é dizer horizontalmente na metade, com as armas paternas da primeira esposa mostradas em chefe e estas da segunda esposa na base. O lado esquerdo deve desse modo ser dividido mais de duas vezes em forma semelhante similar onde necessário.
O uso de armas impaladas serve para identificar com precisão qual membro da linha masculina de uma família é representado, se a identidade de sua esposa é conhecida, por exemplo, de um pedigree. Frequentemente armas impaladas aparecem esculpidas em antigas construções, desse modo permitindo a historiadores de arquitetura identificar o construtor. Armas impaladas também aparecem frequentemente em monumentos em paróquias, e novamente facilitam a identificação da pessoa que o ergueu. Um termo conveniente e descritivo para "um escudo heráldico mostrando as armas impaladas de um marido e uma esposa" é "um casamento", e esta palavra foi usada frequentemente por, dentre outros, Tristram Risdon (d.1640) em sua história manorial Survey of Devon. Por exemplo: "A ala norte da Igreja Swimbridge foi construída por Sir John Mules of Ernsborough, como a inscrição em uma janela, e uma prova ali uma vez gravado e associado com as armas e casamentos desta família, fica evidente". Também: "(William Hankford) é derramado e ajoelhado em suas vestes, junto com seu próprio casamento e o casamento de alguns de seus ancestrais esculpido em latão" (na Igreja de Monkleigh, Devon).
Para casais de mesmo sexo, o College of Arms em 2014 decretou que casais de homens devem impalar suas armas juntas mas cada um terá de distinguir armas e timbres próprios (isto é, as armas de um dado parceiro terá suas próprias armas à direita e as de seu parceiro à esquerda com seu próprio timbre; seu parceiro será o oposto). Regras levemente diferentes aplicam-se a casais de mulheres e herdeiras heráldicas.

## Eclesiástica

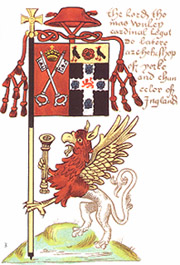
Estandarte do Cardeal Wolsey como arcebispo de Iorque. Suas armas pessoais à esquerda (direita do observador) são impaladas com as armas da Sé de Iorque na direita (esquerda do observador), a posição de honra

Na heráldica eclesiástica, as armas familiares de um bispo são impaladas com estas de sua diocese ou sé, com a direita, posição de grande honra sendo ocupado pelas armas de sua sé, e as armas incumbentes na esquerda.

## Acadêmica/Cívica
Diretores de estabelecimentos educacionais, por exemplo, das universidades Oxbridge, muitos dos quais foram historicamente antigos clérigos, tradicionalmente impalam suas armas pessoais e as armas da universidade, durante seu termo de ofício. Da mesma forma, este privilégio se estende a titulares de escritório cívicos seniores, por exemplo, prefeitos, mestres de livery companies, etc.

## Mística

Escudo do rei Ricardo II de Inglaterra impalado pelas armas atribuídas do rei Eduardo, o Confessor

Um raro uso de impalamento é aquele onde uma união mística é acreditada existir entre duas partes. Tal como foi o caso com o rei Ricardo II (1377-1399) que tinha uma devoção particular ao rei santo Eduardo, o Confessor. Embora o santo tenha vivido na era pré-heráldica, suas armas atribuídas foram empregadas pelo rei Ricardo impalando suas próprias armas reais de Plantageneta, como um sinal visível de tal quase casamento místico. As armas de Confessor foram mostradas na posição direita, de honra.

## Terça parte (terciado)

Armas do Corpus Christi College (Oxford)

Uma forma rara de impalamento que pertence a justaposição de três armoriais é terciada. Esta é ocasionalmente usada onde um homem foi casado duas vezes. Ele é também usado nas armas do Corpus Christi College, mostrando as armas do bispo fundador Hugh Oldham, bispo de Winchester com as armas da Sé de Winchester, impaladas na forma comum, junto com um padrão místico na forma de um pelicano ferindo a si próprio, representando o Corpo de Cristo (em latim: Corpus Christi). As armas pessoais ocupam o lugar de menos honra à esquerda, enquanto a representação do Corpo de Cristo ocupa o lugar de grande honra à direita. Escudos retratando um pelicano em sua piedade foram usados por vários bispos, por exemplo, por Robert Sherborne, por Cranmer e Foxe. Na tumba do bispo Sherburne, na Catedral South Choir Aisle de Chichester, preparada por ele mesmo antes de 1529, há acima sua efígie, seu brasão de armas, esculpido, colorido e dourado, viz.: esquartelado vert e or; no primeiro quartel um pelicano em sua piedade, dentro uma bordadura dentada; no segundo e no terceiro, um leão rampante; no quarto, uma águia é mostrada, todos alternados. As armas paternas do bispo Sherburne foram esquarteladas vertical e horizontal, no primeiro e no quarto quartéis uma águia é mostrada, no segundo e no terceiro, um leão rampante, todos alternados. O bispo substituiu a águia no primeiro quartel por um pelicano em sua piedade, como Cranmer substituiu pelicanos por três gruas de seu brasão paterno. O bispo Sherburne em seu selo episcopal usou apenas o pelicano; como o bispo Foxe, de Winchester, usou o mesmo emblema para suas armas.

### Exemplo: institucional
As armas do Corpus Christi College (Oxford) são: Terciado por pala: 1: Azure, um pelicano com asas levantadas ferindo a si próprio or; 2: Argento, um escudo carregado com as armas da Sé de Winchester; 3: Sable, um chevron or entre três corujas argento, em um chefe do segundo como muitas rosas gules, semeado do segundo, farpado vert (Oldham).

### Exemplo: conjugal

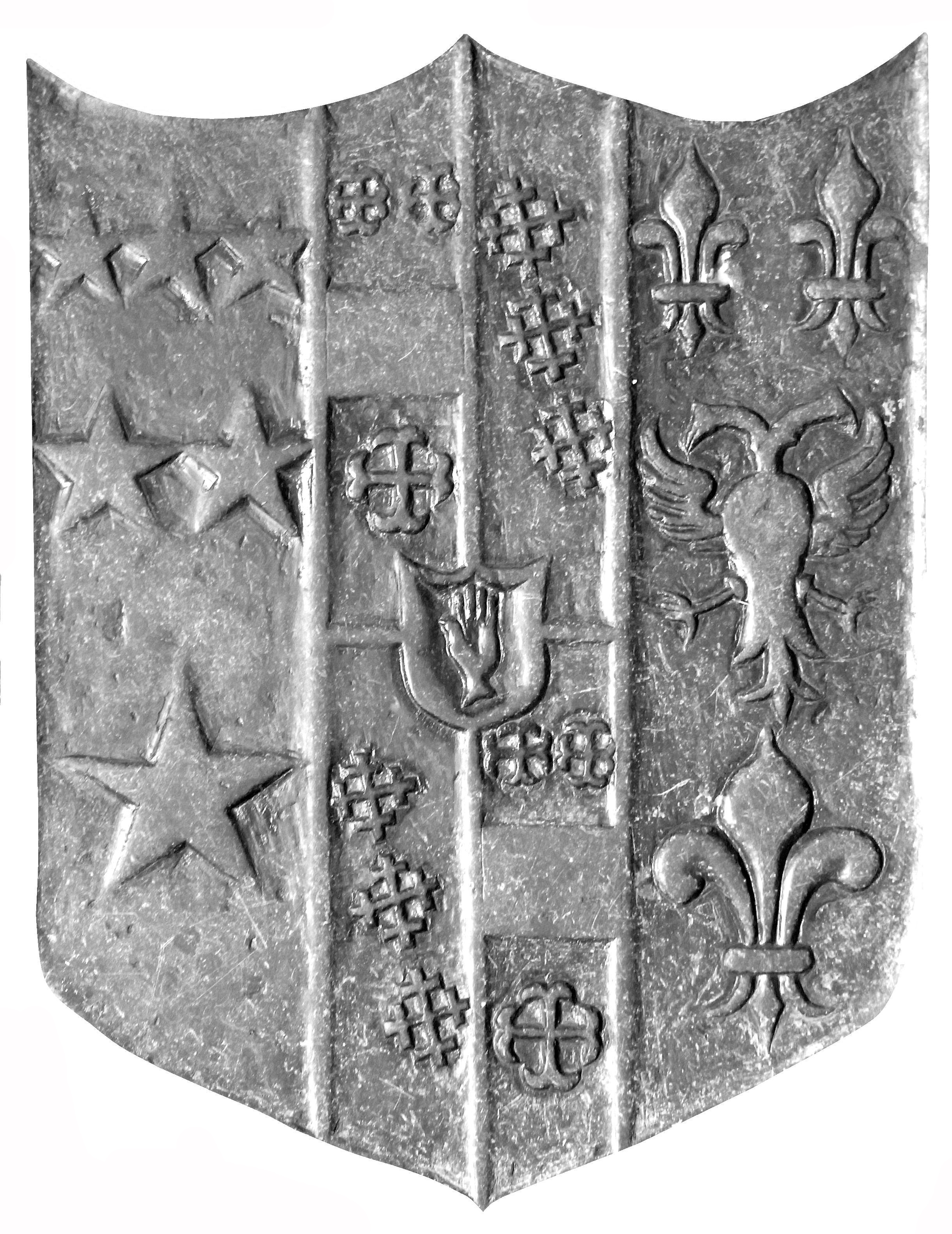
Armas de Sir Arthur Northcote, 2º baronete (1628-1688), detalhe da laje funerária, Igreja de King's Nympton, Devon, England

As armas de Sir Arthur Northcote, 2º baronete (1628-1688), esculpidas em sua laje funerária na Igreja de King's Nympton, em Devon, Inglaterra, mostram um escudo terciado por pala, a segunda parte (central) mostra suas armas paternas de quatro quartéis. A parte direita relata sua primeira esposa, Elizabeth, a filha de James Walsh de Alverdiscot em Devon, e mostra as armas de Walshe (seis mullets 3:2:1). A parte esquerda relata sua segunda esposa, Elizabeth, a filha de Sir Francis Godolphin de Godolphin na Cornualha, Inglaterra, e mostra as armas de Godolphin (uma águia bicéfala entre três flores-de-lis).